# سوارکاری در المپیک تابستانی ۱۹۸۴
سوارکاری در بازی‌های المپیک تابستانی ۱۹۸۴ نام رویداد ورزش سوارکاری در بازی‌های المپیک تابستانی بود که در سال ۱۹۸۴ برگزار شد.

## جدول مدال‌ها
| رتبه | کشور                      | طلا | نقره | برنز | مجموع |
| ۱    | ایالات متحده آمریکا (USA) | ۳   | ۲    | ۰    | ۵     |
| ۲    | آلمان غربی (FRG)          | ۲   | ۰    | ۲    | ۴     |
| ۳    | نیوزیلند (NZL)            | ۱   | ۰    | ۰    | ۱     |
| ۴    | بریتانیای کبیر (GBR)      | ۰   | ۲    | ۱    | ۳     |
| ۵    | سوئیس (SUI)               | ۰   | ۱    | ۲    | ۳     |
| ۶    | دانمارک (DEN)             | ۰   | ۱    | ۰    | ۱     |
| ۷    | سوئد (SWE)                | ۰   | ۰    | ۱    | ۱     |